# Улуханов, Игорь Степанович
И́горь Степа́нович Улуха́нов (род. 31 мая 1935, Москва) — советский и российский лингвист, доктор филологических наук, профессор, главный научный сотрудник отдела древнерусского языка Института русского языка им. В. В. Виноградова РАН, специалист по истории русского литературного языка, словообразованию, морфемике, лексикологии и грамматике современного русского языка. Один из авторов «Большой Российской энциклопедии».

## Биография
Окончил филологический факультет МГУ им. М. В. Ломоносова.
С 1958 года работает в Институте русского языка АН СССР (РАН).
В 1966 году защитил кандидатскую диссертацию «Славянизмы в русском языке (Глаголы с неполногласными приставками)» (научный руководитель — акад. В. В. Виноградов), в 1975 году — докторскую диссертацию «Словообразовательная семантика в русском языке и принципы её описания».
Один из авторов раздела «Словообразование» «Русской грамматики» (1980), участвовал в создании «Словаря словообразовательных морфем русского языка», «Словаря древнерусского языка (XI—XIV вв.)».
Член Комиссии по словообразованию при Международном комитете славистов. С 1994 по 2008 год — председатель этой Комиссии.

## Научные труды

### Монографии
- Улуханов И. С. О языке Древней Руси / Отв. ред. Л. П. Жуковская. — М.: Наука, 1972. — 136 с. — (Из истории мировой культуры). — 35 000 экз. (обл.)
  - Улуханов И. С. О языке Древней Руси. — 2-е изд.. — М.: Азбуковник, 2010. — 192 с. — 1000 экз. — ISBN 5-93786-029-2. (в пер.)
- Улуханов И. С. Словообразовательная семантика в русском языке и принципы её описания. — М.: Наука, 1977. — 256 с. — 4000 экз. (в пер.)
- Улуханов И. С. Единицы словообразовательной системы русского языка и их лексическая реализация. — М., 1996. — 224 с. — 2000 экз.;  М., 2008 (2-е изд.)
- Улуханов И. С. Славянизмы в русском языке: глаголы с неполногласными приставками. — М.: Управление технологиями, 2004. — 272 с. — 1000 экз. — ISBN 5-902785-01-4. (в пер.)
- Улуханов И. С. Мотивация в словообразовательной системе русского языка. — М.: Азбуковник, 2005. — 320 с. — 1000 экз. — ISBN 5-98455-014-8. (в пер.)
  - Улуханов И. С. Мотивация в словообразовательной системе русского языка. — 2-е изд. — М.: Либроком, 2010. — 320 с. — ISBN 978-5-397-00878-5. (обл.)
- Улуханов И. С. Словообразование. Морфонология. Лексикология. — М.: Логос, 2012. — 600 с. — ISBN 978-5-8163-0092-6. (в пер.)
- Улуханов И. С. Историческое словообразование. Историческая лексикология. — М.: ЛЕКСРУС, 2012. — 368 с. — ISBN 978-5-905532-04-7.
- Улуханов И. С. Глагольное словообразование современного русского языка. Т. 1: Глаголы, мотивированные именами и междометиями. — М., 2015.
- Улуханов И. С. Глагольное словообразование современного русского языка. Т. 2: Глаголы, мотивированные глаголами. — М., 2017.

### Статьи
- Словообразование : [арх. 17 октября 2022] / Кубрякова Е. С., Лопатин В. В., Улуханов И. С. // Сен-Жерменский мир 1679 — Социальное обеспечение [Электронный ресурс]. — 2015. — С. 445—446. — (Большая российская энциклопедия : [в 35 т.] / гл. ред. Ю. С. Осипов ; 2004—2017, т. 30). — ISBN 978-5-85270-367-5.